# Робърт Мъндел
Робърт Алекзандър Мъндѐл (на английски: Robert Alexander Mundell, произношение ) е канадски икономист, изследвал международните парични потоци. През 1999 получава Наградата за икономически науки на Шведската банка в памет на Алфред Нобел за своята пионерска работа в областта на монетарната политика и Оптимална валутна зона. Професор Мъндел преподава в Колумбийския университет.
Мъндел поставя основите за въвеждането на еврото чрез своята работа и помага за стартиране на движението в икономическата мисъл, известно като икономика на предлагането. Мъндел е също така известен с Моделът на Мъндел-Флеминг, както и Ефект на Мъндел-Тобин.

## Избрана библиография
- Mundell, Robert A. Man and economics.   New York, McGraw-Hill, 1968. OCLC 167951.
- Mundell, Robert A. Monetary theory; inflation, interest, and growth in the world economy.   Pacific Palisades, Calif., Goodyear Pub. Co., 1971. ISBN 0876205864.
- The new international monetary system.   New York, Columbia University Press, 1977. ISBN 0231043686.
- Mundell, Robert A. International economics.   New York, Macmillan, 1968. OCLC 239387.